# Campeonato Mundial de Ciclismo BMX de 2017
El XXII Campeonato Mundial de Ciclismo BMX se celebró en Rock Hill (Estados Unidos) entre el 26 y el 29 de julio de 2017 bajo la organización de la Unión Ciclista Internacional (UCI) y la Federación Estadounidense de Ciclismo.
Las competiciones se realizaron en la Pista de BMX Supercross de Novant Health de la ciudad estadounidense. A partir de esta edición se dejó de disputar la prueba de contrarreloj.

## Resultados

### Masculino
| Evento          | Oro                                  | Plata                        | Bronce                      |
| --------------- | ------------------------------------ | ---------------------------- | --------------------------- |
| Carrera (29.07) | Corben Sharrah Estados Unidos 32,913 | Sylvain André Francia 32,951 | Joris Daudet Francia 33,891 |

### Femenino
| Evento          | Oro                              | Plata                              | Bronce                            |
| --------------- | -------------------------------- | ---------------------------------- | --------------------------------- |
| Carrera (29.07) | Alise Post Estados Unidos 33,235 | Caroline Buchanan Australia 33,243 | Mariana Pajón · Colombia · 33,989 |

## Medallero
| Núm. | País           | Oro | Plata | Bronce | Total |
| ---- | -------------- | --- | ----- | ------ | ----- |
| 1    | Estados Unidos | 2   | 0     | 0      | 2     |
| 2    | Francia        | 0   | 1     | 1      | 2     |
| 3    | Australia      | 0   | 1     | 0      | 1     |
| 4    | Colombia       | 0   | 0     | 1      | 1     |
|      | TOTAL          | 2   | 2     | 2      | 6     |